# Міскій
Міскій (рум. Mischii) — село у повіті Долж в Румунії. Входить до складу комуни Міскій.
Село розташоване на відстані 177 км на захід від Бухареста, 7 км на північний схід від Крайови.

## Населення
За даними перепису населення 2002 року у селі проживали 614 осіб, з них 609 осіб (99,2%) румунів. Рідною мовою 613 осіб (99,8%) назвали румунську.